# Plage Romana

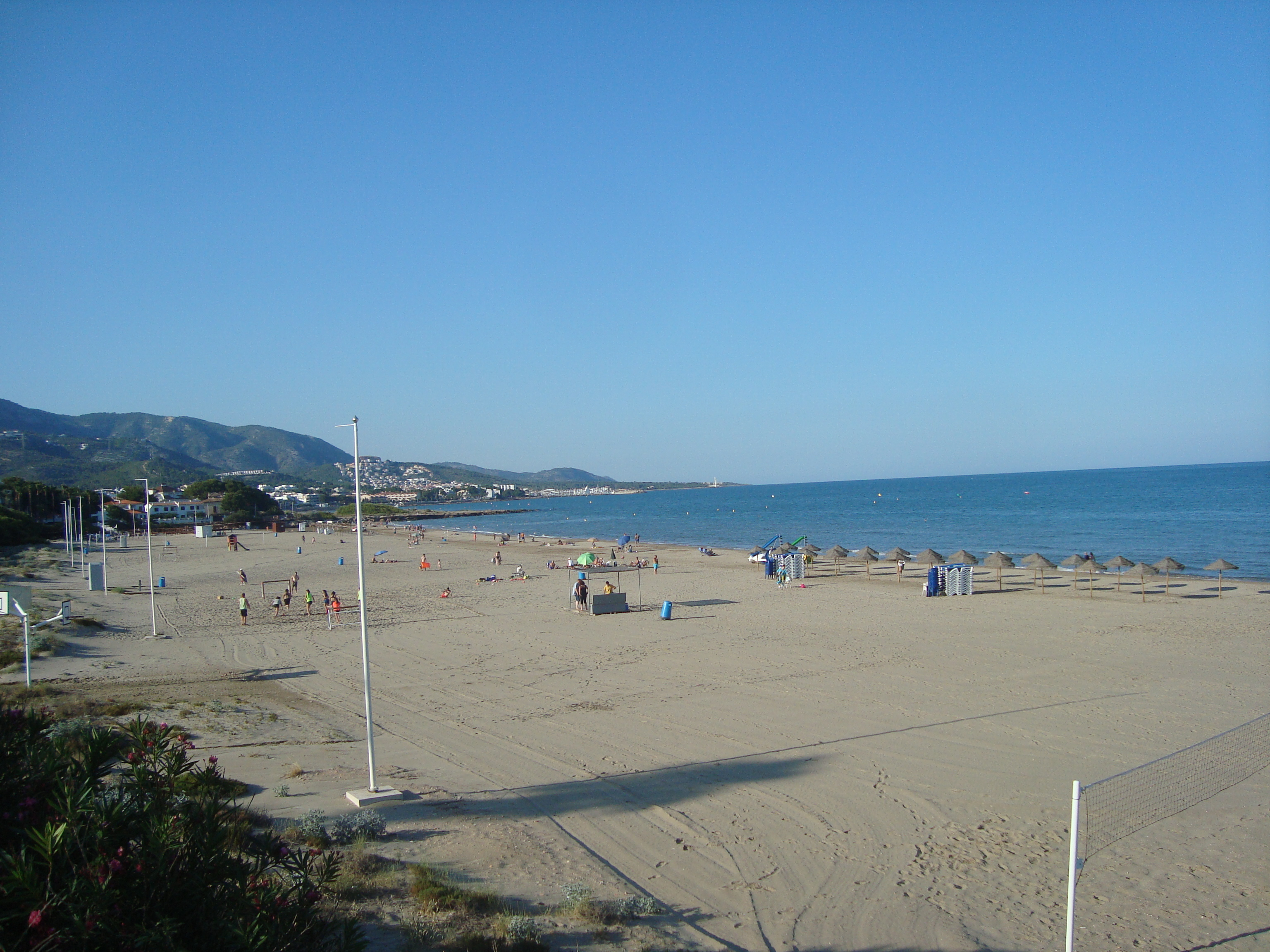
Plage Romana (Alcossebre-Alcalá de Xivert)

La plage Romana (en valencien : Platja Romana) est une plage de sable située sur le territoire de la commune d'Alcalà de Xivert.
Il s'agit d'une grande plage qui a pour limite le Roquer Martí (un cordon dunaire d'une grand intérêt écologique, qui la sépare de la plage del Carregador) et le Roquer de la Romana (qui la sépare de criques et de la plage del Moro). Elle a une forme de demi-lune, une longueur de 500 m, une largeur moyenne de 70 m avec un maximum de 100 m.
Elle est située à deux mètres en contrebas par rapport à la plate-forme péninsulaire et séparés d'elle par un remblai naturel à la végétation luxuriante.

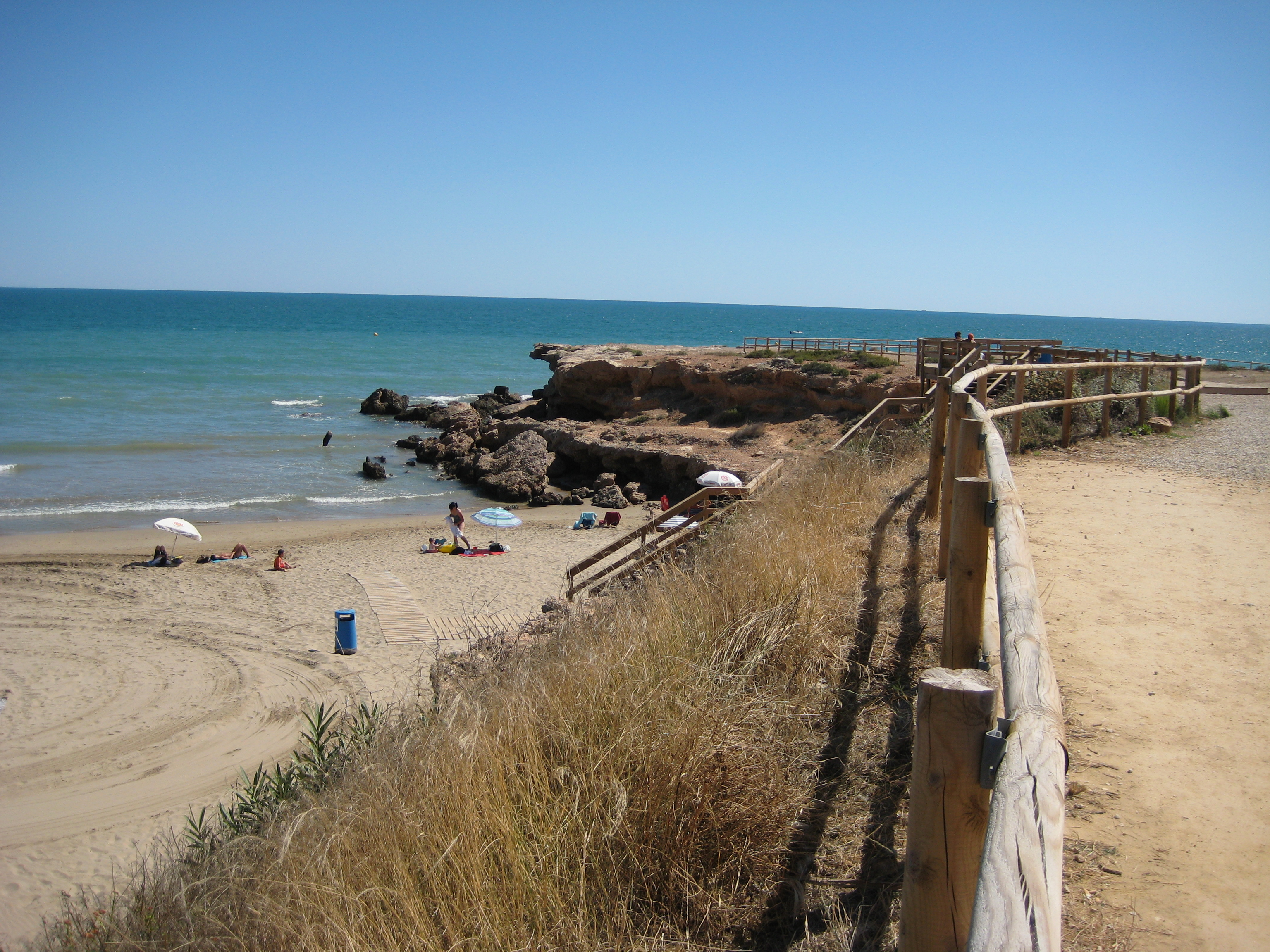
Roquer de la Romana

La plage est située dans un environnement urbain (Alcossebre). On y accède par une rue. Il y a une promenade et un parking délimité. C'est une plage balisée.

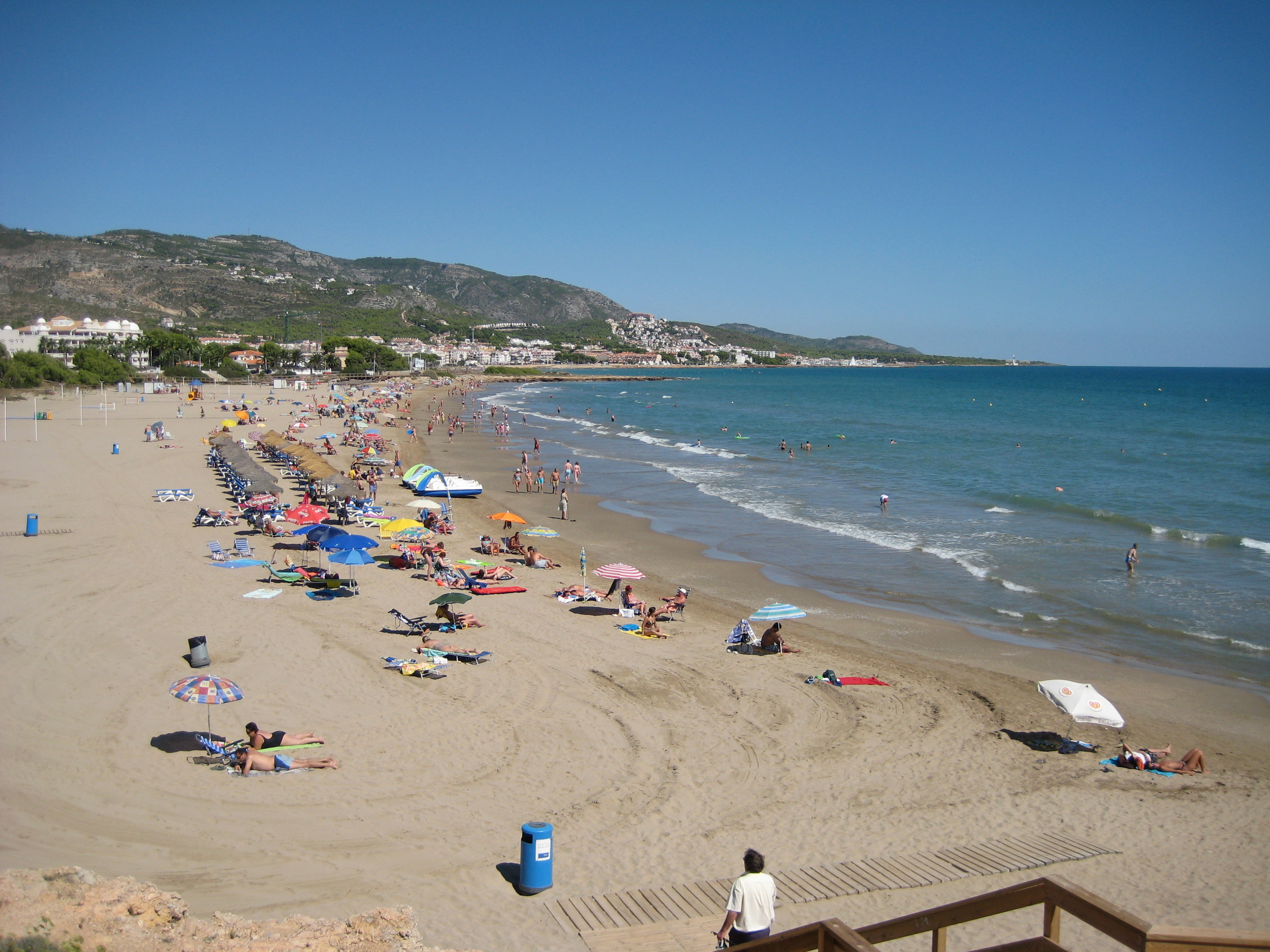
Plage Romana

Elle a obtenu le Pavillon Bleu, et les certificats de qualité ISO 9001 et ISO 14001.